# Cortenoever
Cortenoever is een buurtschap in de gemeente Brummen. De rivier de IJssel scheidt de buurtschap van de stad Zutphen. Vlak bij Cortenoever ligt Brummen, de plaats waar de inwoners voor voorzieningen op gericht zijn.

## Kronkelwaarden
De kronkelwaarden van Cortenoever langs de IJssel beslaan in totaal 533 hectare. Het agrarisch cultuurlandschap is nooit intensief beheerd. Met name het zuidelijk deel bestaat uit kleinschalige hooi- en weilanden en akkertjes. Zo'n 150 hectare wordt door Staatsbosbeheer beheerd als natuurgebied. Het is niet alleen geologisch, maar ook botanisch bijzonder.
Er is een rijke akker- en stroomdalflora met, onder meer, knikkende distel, akkerogentroost, geoorde veldsla, groot- en klein spiegelklokje en weidegeelster, het gebied staat daardoor te boek als biodiversiteitshotspot.

## Afbeeldingen
|  |  |

## Bezienswaardigheden
- Reuversweerd is een vervallen landhuis aan de Piepenbeltweg. Het dateert van 1830. Sinds de jaren 1940 staat het verlaten en kreeg daardoor de reputatie van spookhuis. In 1978 werd het opgenomen in het register van rijksmonumenten.[3] De renovatie van het huis begon in 2018. De vernieuwing van de monumentale boerderij naast het huis, die ook te boek staat als rijksmonument en uit ca. 1800 dateert, was toen al voltooid.[4]
- De havezate Laag Helbergen dateert uit de middeleeuwen, maar werd herbouwd in de 16e eeuw.
- Gemaal Laag Helbergen werd in 2015 gebouwd en ligt aan de Brummense Bandijk.

Dorpen: Brummen · Eerbeek · Empe · Hall · Leuvenheim

Buurtschappen: Broek · Coldenhove · Cortenoever · Oeken · Rhienderen · Tonden · Voorstonden

Gelderland: Steden en dorpen in Gelderland      Nederland: Provincies · Gemeenten